# 벌러톤퓌레드구

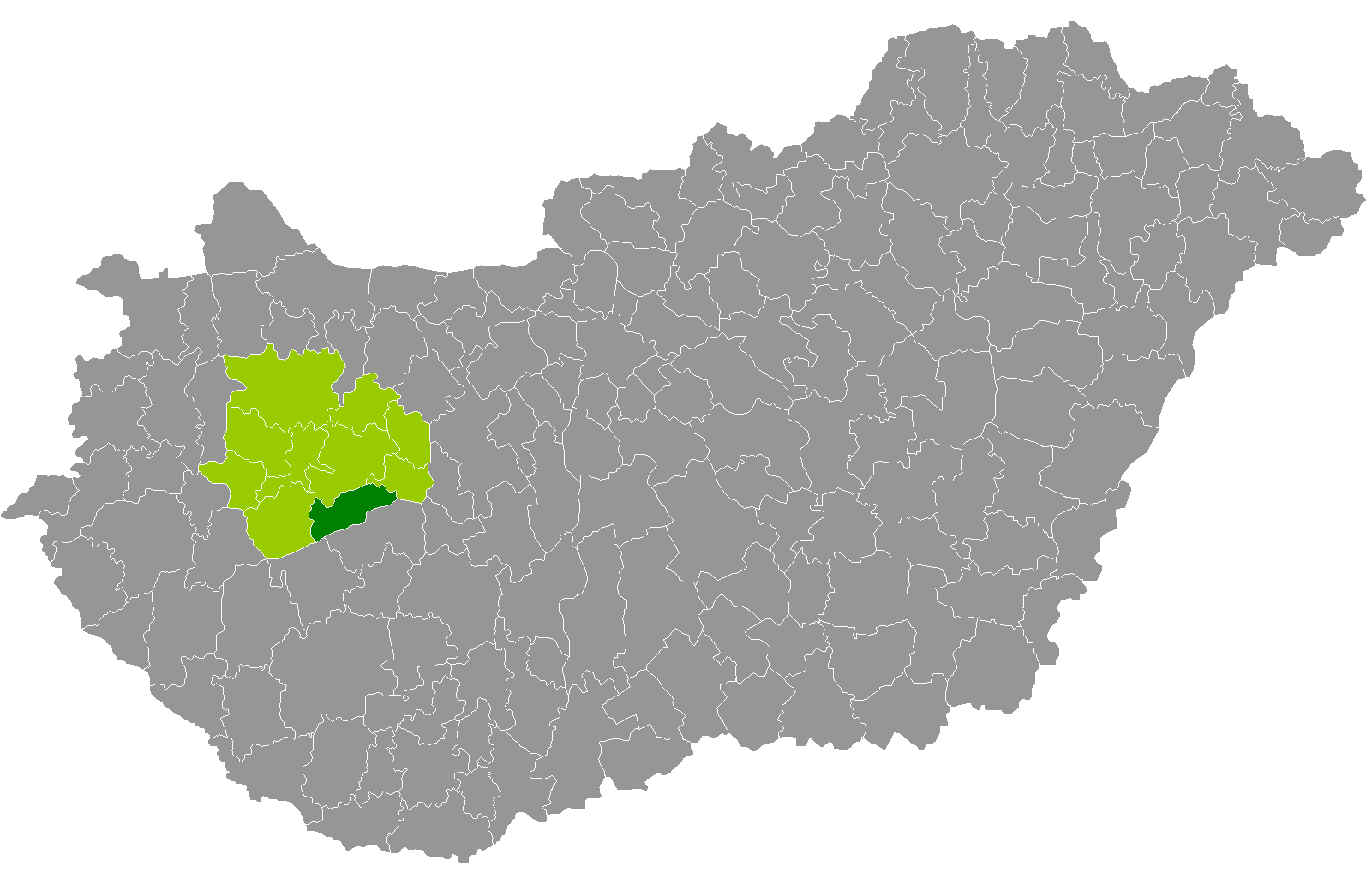
베스프렘주 지도에 표시된 벌러톤퓌레드구의 위치

벌러톤퓌레드구(헝가리어: Balatonfüredi járás)는 헝가리 베스프렘주에 위치한 구로 구청 소재지는 벌러톤퓌레드이며 면적은 357.75km2, 인구는 23,849명(2011년 기준), 인구 밀도는 67명/km2이다.
북쪽으로는 베스프렘구, 동쪽으로는 벌러토널마디구, 남쪽으로는 쇼모지주 시오포크구, 포뇨드구, 서쪽으로는 터폴처구와 접한다. 22개 지방 자치체(1개 시, 21개 마을)를 관할한다.

구 문장